# Sooraj R. Barjatya
 (avril 2018).
Sooraj R. Barjatya, né le 22 février 1965 à Bombay, est un réalisateur indien de films de Bollywood. Ses films sont produits par Rajshri Productions qui a été fondée en 1947 par son grand-père, Tarachand Barjatya.

## Carrière
Sooraj R. Barjatya fait ses débuts en 1989 alors qu'il n'a que 24 ans, avec Maine Pyar Kiya dont la vedette est Salman Khan. Le film est un gros succès au box-office et lance les carrières du réalisateur et de l'acteur. Sa deuxième réalisation, Hum Aapke Hain Koun..! (1994), avec de nouveau Salman Khan, devient l'un des plus gros blockbusters de l'histoire de Bollywood. Hum Saath Saath Hain (1999) connait également la réussite.
Son quatrième film, Main Prem Ki Deewani Hoon avec dans les rôles principaux Hrithik Roshan, Kareena Kapoor et Abhishek Bachchan est son premier échec. Il renoue avec le succès grâce à Vivah avec Shahid Kapoor et Amrita Rao dans les premiers rôles.

## Filmographie

### Comme réalisateur
- 1989 : Maine Pyar Kiya
- 1994 : Hum Aapke Hain Koun..!
- 1999 : Hum Saath Saath Hain
- 2003 : Main Prem Ki Diwani Hoon
- 2006 : Vivah
- 2015 : Un trésor appelé Amour (Prem Ratan Dhan Payo)